# Voyage of the Damned
Voyage of the Damned is een Britse dramafilm uit 1976 over de waargebeurde lotgevallen van 937 Joodse vluchtelingen uit Nazi-Duitsland aan boord van de oceaanstomer St. Louis in 1939. De film, met een internationale sterrenbezetting werd geregisseerd door Stuart Rosenberg en geproduceerd door ITC Entertainment van Sir Lew Grade. Het scenario was gebaseerd op het boek met dezelfde titel uit 1974, geschreven door Gordon Thomas en Max Morgan-Witts.

## Verhaal
In mei 1939 vertrekt het Duitse schip St. Louis uit Hamburg met aan boord 937 joden die het antisemitische nazi-Duitsland ontvluchten. De Duitsers hebben dit als een propagandastunt mogelijk gemaakt, wel wetend dat ze nergens terechtkunnen.
Het schip vaart naar Cuba en meert aan in Havana, maar de Cubaanse regering weigert hun de toegang. Ook de regering van de Verenigde Staten laat hen niet toe. President Franklin D. Roosevelt beroept zich op de immigratiewet van 1924, die slechts een bepaalde hoeveelheid inwijkelingen toelaat. Als ten slotte ook Canada hun de toegang weigert, keren ze noodgedwongen terug naar Europa.
Ze kunnen na een maand op zee aanmeren in Antwerpen nadat België, Nederland, Frankrijk en Groot-Brittannië verklaard hebben elk een deel van de vluchtelingen te zullen opvangen. Deze barmhartige oplossing van de genoemde regeringen is helaas maar van korte duur, omdat enige tijd later de oorlog uitbreekt. Velen van hen zullen later opnieuw in handen van de nazi's vallen en in de concentratiekampen omkomen.

## Rolverdeling

### PassagiersSS St. Louis
| Acteur           | Personage                                     |
| ---------------- | --------------------------------------------- |
| Oskar Werner     | Prof. Egon Kreisler                           |
| Faye Dunaway     | Denise Kreisler, echtgenote van Egon Kreisler |
| Sam Wanamaker    | Karl Rosen                                    |
| Lynne Frederick  | Anna Rosen, dochter van Karl en Lili          |
| Lee Grant        | Lili Rosen, echtgenote van Karl Rosen         |
| David de Keyser  | Joseph Joseph                                 |
| Della McDermott  | Julia Strauss                                 |
| Genevieve West   | Sarah Strauss                                 |
| Luther Adler     | Professor Weiler                              |
| Wendy Hiller     | Rebecca Weiler                                |
| Nehemiah Persoff | Mijnheer Hauser                               |
| Maria Schell     | Mevrouw Hauser                                |
| Julie Harris     | Alice Fienchild                               |
| Jonathan Pryce   | Joseph Manasse                                |
| Paul Koslo       | Aaron Pozner                                  |
| Georgina Hale    | Lotte Schulman                                |
| Brian Gilbert    | Laurenz Schulman                              |

### BemanningsledenSS St. Louis
| Acteur           | Personage                                                     |
| ---------------- | ------------------------------------------------------------- |
| Max von Sydow    | Kapitein Schroeder, de gezagvoerder                           |
| Malcolm McDowell | Max Gunter                                                    |
| Keith Barron     | Purser Müller                                                 |
| Helmut Griem     | Otto Schiendick, geheim nazi-agent aan boord van de St. Louis |
| Donald Houston   | Dr. Glauner                                                   |
| Anthony Higgins  | Matroos Heinz Berg                                            |

### In Havana
| Acteur              | Personage                                                               |
| ------------------- | ----------------------------------------------------------------------- |
| Victor Spinetti     | Dr. Erich Strauss                                                       |
| Katharine Ross      | Mira Hauser, dochter van het echtpaar Hauser die in Havana leeft        |
| Orson Welles        | José Estedes                                                            |
| James Mason         | Dr. Juan Remos                                                          |
| Michael Constantine | Luis Clasing                                                            |
| José Ferrer         | Manuel Benitez                                                          |
| Ben Gazzara         | Morris Troper, Amerikaanse jood die de vluchtelingen probeert te helpen |
| Fernando Rey        | Cubaanse president Brú                                                  |
| Günter Meisner      | Robert Hoffman (als Guenter Meisner)                                    |
| Laura Gemser        | Estedes' vriendin (onvermeld)                                           |

### In Hamburg
| Acteur           | Personage                                |
| ---------------- | ---------------------------------------- |
| Denholm Elliott  | Admiraal Canaris                         |
| Leonard Rossiter | Commandant Von Bonin                     |
| Janet Suzman     | Leni Strauss, echtgenote van dr. Strauss |

### In Brussel
| Acteur       | Personage  |
| ------------ | ---------- |
| Philip Stone | Secretaris |

## Nominaties en onderscheidingen
De film werd genomineerd voor drie Oscars: die van beste muziek, beste bewerkt scenario en beste vrouwelijke bijrol voor Lee Grant.
Hij werd ook genomineerd voor zes Golden Globe Awards. Katharine Ross won in de categorie "beste vrouwelijke bijrol". De andere nominaties waren voor "beste dramafilm", "beste mannelijke bijrol" (Oskar Werner), "beste vrouwelijke bijrol" (Lee Grant); "beste filmmuziek" en "beste filmscenario".